# Boucles de l'Aulne 2025
La 67e édition des Boucles de l'Aulne (la 25e édition depuis que la course est classée par l'UCI en 1999) a lieu le 8 mai 2025. Cette course cycliste d'un jour fait partie du calendrier UCI Europe Tour 2025 en catégorie 1.1 (troisième niveau mondial).
Cette course est aussi inscrite au calendrier de la Coupe de France en tant que 9e manche de l'édition 2025.
Dans le cadre de cette coupe de France et pour la première fois, quatre courses professionnelles bretonnes sont organisées quatre jours de suite pendant un même week-end dans le Finistère et le Morbihan, les Boucles de l'Aulne ayant lieu le jeudi 8 mai, puis le Tour du Finistère le vendredi, le Grand Prix du Morbihan le samedi et enfin le Tro Bro Leon le dimanche,.
Lewis Askey (Groupama-FDJ) gagne la course au sprint.

## Présentation

### Parcours
Le parcours de l'épreuve présente quelques nouveautés cette année, avec tout d'abord deux boucles de 21 km entre Châteaulin et Saint-Ségal. Les coureurs retournent ensuite sur le tracé traditionnel avec le passage par Port-Launay et l'avenue Louison-Bobet, face aux anciens gradins du Circuit de l'Aulne. Ils doivent parcourir à quatre reprises (au lieu de trois auparavant) la plus grande boucle de 20,4 km comportant une montée jusqu'au sommet de la côte de Menez Quelerc'h (6,5 % de pente moyenne) quelques semaines avant le passage de la deuxième étape du Tour de France Femmes sur ces mêmes routes, et enfin sept tours d'une plus petite boucle de 8,5 km.

### Équipes participantes
Dix-sept équipes participent à cette édition des Boucles de l'Aulne : six WorldTeams, sept ProTeams et quatre équipes continentales.
| WorldTeams (6)- Cofidis - Groupama-FDJ - Decathlon AG2R La Mondiale Team - Arkéa-B&B Hotels - Movistar Team - Bahrain-Victorious ProTeams (7)- Israel-Premier Tech - Team TotalEnergies - Unibet Tietema Rockets - Caja Rural-Seguros RGA - Burgos-Burpellet-BH - Equipo Kern Pharma - Wagner Bazin WB Équipes continentales (4)- Saint Michel-Preference Home-Auber 93 - Van Rysel-Roubaix - CIC U Nantes - Nice Métropole Côte d'Azur |
| |

### Principaux coureurs présents
Gagnant de l'édition précédente et désormais membre de l'équipe Visma-Lease a bike, Axel Zingle ne participe pas à cette édition des Boucles de l'Aulne. Cependant, en raison du calendrier inédit des courses professionnelles bretonnes, l'épreuve châteaulinoise bénéficie cette année de la présence de deux WorldTeams supplémentaires : Movistar et Bahrain Victorious.
Médaillé olympique en 2024 et 2e de l'épreuve en 2021, le Finistérien Valentin Madouas (Groupama-FDJ) est aligné au départ de cette édition. Du côté de Cofidis, les noms d'Alex Aranburu, Jesús Herrada (2e en 2022) et Bryan Coquard sont annoncés, tandis que Benoît Cosnefroy et le champion de France Paul Lapeira prennent le départ pour l'équipe Decathlon-AG2R La Mondiale. Chez Arkéa-B&B Hotels, les principaux éléments de l'équipe sont Kévin Vauquelin, récent deuxième de la Flèche wallonne, et le Châteaulinois Thibault Guernalec. Dans les formations étrangères, Iván García Cortina (Movistar), Phil Bauhaus (Bahrain Victorious) et Riley Sheehan (Israël-Premier Tech) sont également présents.

### Diffusion
Eurosport diffuse l'épreuve. France Télévisions commente l'épreuve mais n'est pas diffusée sur une chaîne locale,.

## Récit de la course

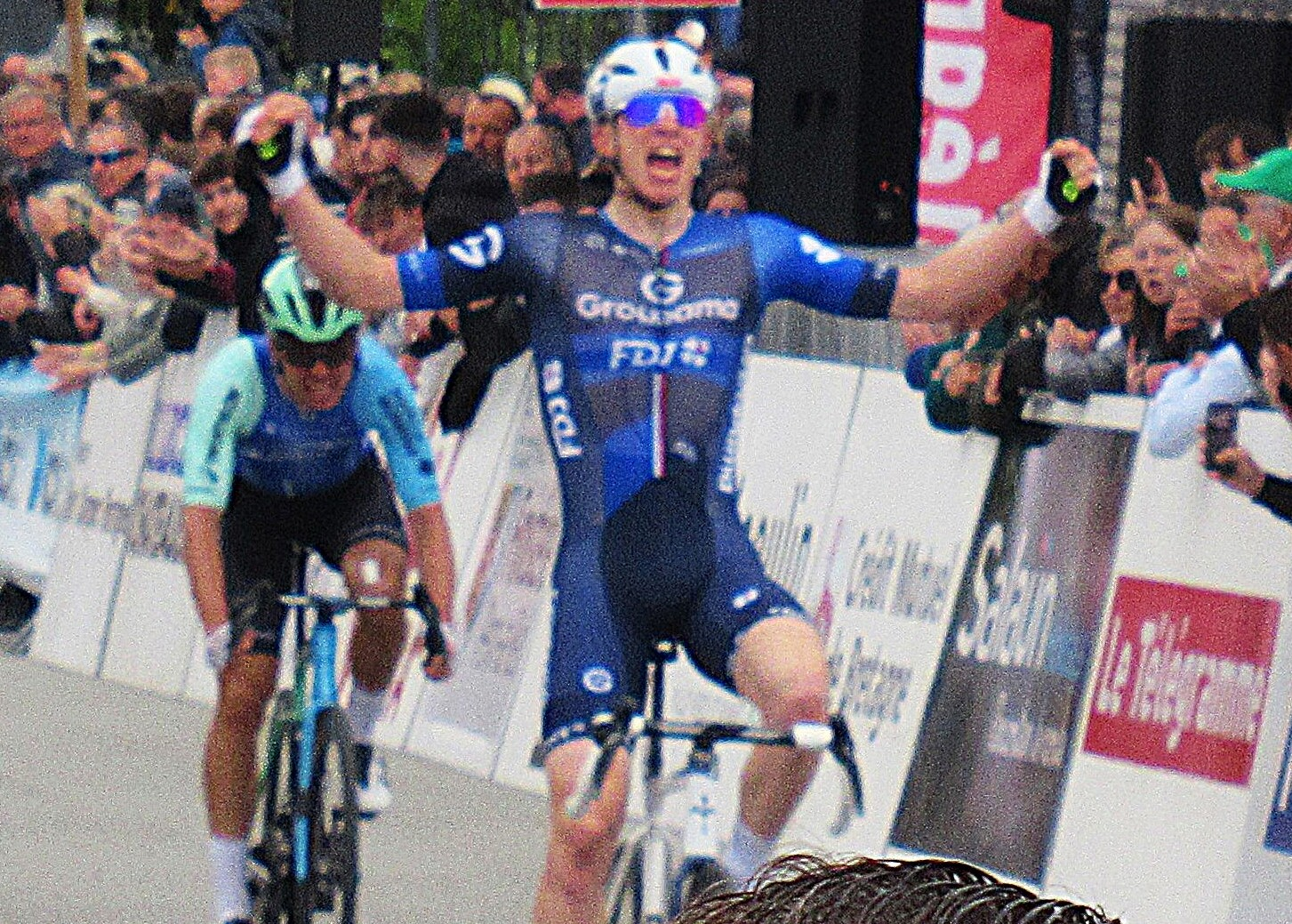
Victoire de Lewis Askey.

Dès les premiers kilomètres de course, une échappée de cinq coureurs, parmi lesquels le Breton de la formation TotalEnergies Florian Dauphin, compte quelques minutes d'avance sur le peloton mené par Cofidis et Groupama-FDJ. Les attaques successives de Valentin Madouas, Alex Aranburu, Kévin Vauquelin ou encore Brieuc Rolland condamnent finalement l'échappée matinale et reforment un peloton nerveux, duquel plusieurs coureurs tentent de s'échapper au fur et à mesure des tours de circuit. À huit kilomètres de l'arrivée, le vice-champion olympique Valentin Madouas lance une attaque solitaire mais le vent de face ne lui permet pas de garder l'avantage. Son coéquipier chez Groupama-FDJ Lewis Askey commence son sprint dans le dernier kilomètre et arrive à décrocher le peloton. Le jeune britannique décroche sa première victoire professionnelle, deux secondes devant Benoît Cosnefroy et Clément Venturini,.

## Classements

### Classement final
| \| Classement général \| Classement général \| Classement général \| Classement général \| Classement général \| \| Coureur \| Coureur \| Pays \| Équipe \| Temps \| \| ------------------ \| ------------------ \| ------------------ \| -------------------------- \| ------------------ \| \| 1er \| Lewis Askey \| Royaume-Uni \| Groupama-FDJ \| 4 h 16 min 26 s \| \| 2e \| Benoît Cosnefroy \| France \| Decathlon-AG2R La Mondiale \| + 2 s \| \| 3e \| Clément Venturini \| France \| Arkéa-B&B Hotels \| + 2 s \| \| 4e \| Sandy Dujardin \| France \| Team TotalEnergies \| + 2 s \| \| 5e \| Pau Miquel \| Espagne \| Equipo Kern Pharma \| + 2 s \| \| 6e \| Thomas Silva \| Uruguay \| Caja Rural-Seguros RGA \| + 2 s \| \| 7e \| Lukáš Kubiš \| Slovaquie \| Unibet Tietema Rockets \| + 2 s \| \| 8e \| Francisco Peñuela \| Venezuela \| Caja Rural-Seguros RGA \| + 2 s \| \| 9e \| Gonzalo Serrano \| Espagne \| Movistar Team \| + 2 s \| \| 10e \| Johan Meens \| Belgique \| Wagner Bazin WB \| + 2 s \| \| 11e \| Alex Aranburu \| Espagne \| Cofidis \| + 2 s \| \| 12e \| Eduard Prades \| Espagne \| Caja Rural-Seguros RGA \| + 2 s \| \| 13e \| Bryan Coquard \| France \| Cofidis \| + 2 s \| \| 14e \| Haimar Etxeberria \| Espagne \| Equipo Kern Pharma \| + 2 s \| \| 15e \| Tom Van Asbroeck \| Belgique \| Israel-Premier Tech \| + 2 s \| \| 16e \| Vlad Van Mechelen \| Belgique \| Bahrain Victorious \| + 2 s \| \| 17e \| Axel Huens \| France \| Unibet Tietema Rockets \| + 2 s \| \| 18e \| Riley Sheehan \| États-Unis \| Israel-Premier Tech \| + 2 s \| \| 19e \| Maxime Jarnet \| France \| Van Rysel-Roubaix \| + 2 s \| \| 20e \| Hartthijs de Vries \| Pays-Bas \| Unibet Tietema Rockets \| + 2 s \| |                    |             |                            |                 |
| |                    |             |                            |                 |
| Source : ProCyclingStats |                    |             |                            |                 |
| Classement général |                    |             |                            |                 |
| Coureur | Coureur            | Pays        | Équipe                     | Temps           |
| 1er | Lewis Askey        | Royaume-Uni | Groupama-FDJ               | 4 h 16 min 26 s |
| 2e | Benoît Cosnefroy   | France      | Decathlon-AG2R La Mondiale | + 2 s           |
| 3e | Clément Venturini  | France      | Arkéa-B&B Hotels           | + 2 s           |
| 4e | Sandy Dujardin     | France      | Team TotalEnergies         | + 2 s           |
| 5e | Pau Miquel         | Espagne     | Equipo Kern Pharma         | + 2 s           |
| 6e | Thomas Silva       | Uruguay     | Caja Rural-Seguros RGA     | + 2 s           |
| 7e | Lukáš Kubiš        | Slovaquie   | Unibet Tietema Rockets     | + 2 s           |
| 8e | Francisco Peñuela  | Venezuela   | Caja Rural-Seguros RGA     | + 2 s           |
| 9e | Gonzalo Serrano    | Espagne     | Movistar Team              | + 2 s           |
| 10e | Johan Meens        | Belgique    | Wagner Bazin WB            | + 2 s           |
| 11e | Alex Aranburu      | Espagne     | Cofidis                    | + 2 s           |
| 12e | Eduard Prades      | Espagne     | Caja Rural-Seguros RGA     | + 2 s           |
| 13e | Bryan Coquard      | France      | Cofidis                    | + 2 s           |
| 14e | Haimar Etxeberria  | Espagne     | Equipo Kern Pharma         | + 2 s           |
| 15e | Tom Van Asbroeck   | Belgique    | Israel-Premier Tech        | + 2 s           |
| 16e | Vlad Van Mechelen  | Belgique    | Bahrain Victorious         | + 2 s           |
| 17e | Axel Huens         | France      | Unibet Tietema Rockets     | + 2 s           |
| 18e | Riley Sheehan      | États-Unis  | Israel-Premier Tech        | + 2 s           |
| 19e | Maxime Jarnet      | France      | Van Rysel-Roubaix          | + 2 s           |
| 20e | Hartthijs de Vries | Pays-Bas    | Unibet Tietema Rockets     | + 2 s           |

## Liste des participants
| Légende | Légende                                                                    | Légende | Légende                                                    |
| ------- | -------------------------------------------------------------------------- | ------- | ---------------------------------------------------------- |
| Num     | Dossard de départ porté par le coureur sur les Boucles de l'Aulne          | Pos     | Position à l'arrivée de la course                          |
|         | Indique un maillot de champion national ou mondial, suivi de sa spécialité | NP      | Indique un coureur qui n'a pas pris le départ de la course |
| AB      | Indique un coureur qui n'a pas terminé la course                           | HD      | Indique un coureur qui a terminé la course hors des délais |
| DSQ     | Indique un coureur qui a été disqualifié de la course                      |         |                                                            |

| Cofidis COF | Cofidis COF                 | Cofidis COF |
| ----------- | --------------------------- | ----------- |
| Num         | Coureur                     | Pos         |
| 1           | Alex Aranburu (ESP) (route) | 11e         |
| 2           | Bryan Coquard (FRA)         | 13e         |
| 3           | Jesús Herrada (ESP)         | 67e         |
| 4           | Oliver Knight (GBR)         | AB          |
| 5           | Sam Maisonobe (FRA)         | 48e         |
| 6           | Paul Ourselin (FRA)         | 52e         |
| 7           | Aimé De Gendt (BEL)         | 51e         |

| Groupama-FDJ GFC | Groupama-FDJ GFC          | Groupama-FDJ GFC |
| ---------------- | ------------------------- | ---------------- |
| Num              | Coureur                   | Pos              |
| 11               | Valentin Madouas (FRA)    | 23e              |
| 12               | Tom Donnenwirth (FRA)     | 29e              |
| 13               | Lewis Askey (GBR)         | 1er              |
| 14               | Clément Braz Afonso (FRA) | 50e              |
| 15               | Olivier Le Gac (FRA)      | 57e              |
| 16               | Eddy Le Huitouze (FRA)    | AB               |
| 17               | Brieuc Rolland (FRA)      | 38e              |

| Decathlon-AG2R La Mondiale DAT | Decathlon-AG2R La Mondiale DAT | Decathlon-AG2R La Mondiale DAT |
| ------------------------------ | ------------------------------ | ------------------------------ |
| Num                            | Coureur                        | Pos                            |
| 21                             | Benoît Cosnefroy (FRA)         | 2e                             |
| 22                             | Paul Lapeira (FRA) (route)     | 43e                            |
| 23                             | Noa Isidore (FRA)              | 64e                            |
| 24                             | Jordan Labrosse (FRA)          | 59e                            |
| 25                             | Nans Peters (FRA)              | 39e                            |
| 26                             | Louis Chaleil (FRA)            | AB                             |
| 27                             | Luis-Joe Lührs (GER)           | AB                             |

| Arkéa-B&B Hotels ARK | Arkéa-B&B Hotels ARK     | Arkéa-B&B Hotels ARK |
| -------------------- | ------------------------ | -------------------- |
| Num                  | Coureur                  | Pos                  |
| 31                   | Kévin Vauquelin (FRA)    | 32e                  |
| 32                   | Clément Venturini (FRA)  | 3e                   |
| 33                   | Anthony Delaplace (FRA)  | 69e                  |
| 34                   | Élie Gesbert (FRA)       | 54e                  |
| 35                   | Thibault Guernalec (FRA) | 66e                  |
| 36                   | Pierre Thierry (FRA)     | 62e                  |
| 37                   | Louis Rouland (FRA)      | 65e                  |

| Movistar Team MOV | Movistar Team MOV         | Movistar Team MOV |
| ----------------- | ------------------------- | ----------------- |
| Num               | Coureur                   | Pos               |
| 41                | Antonio Pedrero (ESP)     | 68e               |
| 42                | Carlos Canal (ESP)        | 24e               |
| 43                | Iván García Cortina (ESP) | AB                |
| 44                | Mathias Norsgaard (DEN)   | AB                |
| 45                | Manlio Moro (ITA)         | AB                |
| 46                | Diego Pescador (COL)      | 34e               |
| 47                | Gonzalo Serrano (ESP)     | 9e                |

| Bahrain Victorious TBV | Bahrain Victorious TBV    | Bahrain Victorious TBV |
| ---------------------- | ------------------------- | ---------------------- |
| Num                    | Coureur                   | Pos                    |
| 51                     | Alberto Bruttomesso (ITA) | AB                     |
| 52                     | Phil Bauhaus (GER)        | AB                     |
| 53                     | Žak Eržen (SLO)           | AB                     |
| 54                     | Vlad Van Mechelen (BEL)   | 16e                    |
| 55                     | Alessandro Borgo (ITA)    | 42e                    |
| 56                     | Thomas Capra (ITA)        | AB                     |
| 57                     | Seth Dunwoody (IRL)       | AB                     |

| Israel-Premier Tech IPT | Israel-Premier Tech IPT | Israel-Premier Tech IPT |
| ----------------------- | ----------------------- | ----------------------- |
| Num                     | Coureur                 | Pos                     |
| 61                      | Matîs Louvel (FRA)      | 58e                     |
| 62                      | Nadav Raisberg (ISR)    | 49e                     |
| 63                      | Riley Sheehan (USA)     | 18e                     |
| 64                      | Tom Van Asbroeck (BEL)  | 15e                     |
| 65                      | Moritz Kretschy (GER)   | AB                      |
| 66                      | Riley Pickrell (CAN)    | AB                      |
| 67                      | Floris Van Tricht (BEL) | AB                      |

| Team TotalEnergies TEN | Team TotalEnergies TEN    | Team TotalEnergies TEN |
| ---------------------- | ------------------------- | ---------------------- |
| Num                    | Coureur                   | Pos                    |
| 71                     | Florian Dauphin (FRA)     | AB                     |
| 72                     | Joris Delbove (FRA)       | 61e                    |
| 73                     | Alexandre Delettre (FRA)  | 44e                    |
| 74                     | Sandy Dujardin (FRA)      | 4e                     |
| 75                     | Alan Jousseaume (FRA)     | AB                     |
| 76                     | Valentin Retailleau (FRA) | AB                     |
| 77                     | Baptiste Vadic (FRA)      | AB                     |

| Unibet Tietema Rockets RKT | Unibet Tietema Rockets RKT | Unibet Tietema Rockets RKT |
| -------------------------- | -------------------------- | -------------------------- |
| Num                        | Coureur                    | Pos                        |
| 81                         | Adam Ťoupalík (CZE)        | AB                         |
| 82                         | Andreas Stokbro (DEN)      | AB                         |
| 83                         | Axel Huens (FRA)           | 17e                        |
| 84                         | Hartthijs de Vries (NED)   | 20e                        |
| 85                         | Jelle Johannink (NED)      | AB                         |
| 86                         | Lukáš Kubiš (SVK) (route)  | 7e                         |
| 87                         | Sergio Meris (ITA)         | AB                         |

| Caja Rural-Seguros RGA CJR | Caja Rural-Seguros RGA CJR | Caja Rural-Seguros RGA CJR |
| -------------------------- | -------------------------- | -------------------------- |
| Num                        | Coureur                    | Pos                        |
| 91                         | Fernando Barceló (ESP)     | 27e                        |
| 92                         | Joseba López (ESP)         | AB                         |
| 93                         | Joel Nicolau (ESP)         | 22e                        |
| 94                         | Francisco Peñuela (VEN)    | 8e                         |
| 95                         | Eduard Prades (ESP)        | 12e                        |
| 96                         | Thomas Silva (URU)         | 6e                         |
| 97                         | Alex Molenaar (NED)        | 31e                        |

| Burgos-Burpellet-BH BBH | Burgos-Burpellet-BH BBH     | Burgos-Burpellet-BH BBH |
| ----------------------- | --------------------------- | ----------------------- |
| Num                     | Coureur                     | Pos                     |
| 101                     | George Jackson (NZL)        | AB                      |
| 102                     | Ángel Fuentes (ESP)         | AB                      |
| 103                     | Antonio Angulo (ESP)        | 26e                     |
| 104                     | Clément Alleno (FRA)        | 35e                     |
| 105                     | Daniel Cavia (ESP)          | AB                      |
| 106                     | Hugo de la Calle (ESP)      | AB                      |
| 107                     | Sergio Chumil (GUA) (route) | 36e                     |

| Equipo Kern Pharma EKP | Equipo Kern Pharma EKP   | Equipo Kern Pharma EKP |
| ---------------------- | ------------------------ | ---------------------- |
| Num                    | Coureur                  | Pos                    |
| 111                    | Francisco Galván (ESP)   | AB                     |
| 112                    | Pau Miquel (ESP)         | 5e                     |
| 113                    | Mikel Retegi (ESP)       | 63e                    |
| 114                    | Iñigo Elosegui (ESP)     | AB                     |
| 115                    | Haimar Etxeberria (ESP)  | 14e                    |
| 116                    | Antonio Jesús Soto (ESP) | AB                     |
| 117                    | Nil Gimeno (ESP)         | AB                     |

| Wagner Bazin WB WB2 | Wagner Bazin WB WB2                | Wagner Bazin WB WB2 |
| ------------------- | ---------------------------------- | ------------------- |
| Num                 | Coureur                            | Pos                 |
| 121                 | Cériel Desal (BEL)                 | 55e                 |
| 122                 | Johan Meens (BEL)                  | 10e                 |
| 123                 | Victor Papon (FRA)                 | 56e                 |
| 124                 | Henri-François Renard-Haquin (FRA) | 47e                 |
| 125                 | Marco Tizza (ITA)                  | AB                  |
| 126                 | Leander Van Hautegem (BEL)         | 28e                 |
| 127                 | Floris De Tier (BEL)               | 37e                 |

| St. Michel-Preference Home-Auber 93 AUB | St. Michel-Preference Home-Auber 93 AUB | St. Michel-Preference Home-Auber 93 AUB |
| --------------------------------------- | --------------------------------------- | --------------------------------------- |
| Num                                     | Coureur                                 | Pos                                     |
| 131                                     | Lucas Bénéteau (FRA)                    | AB                                      |
| 132                                     | Nicolas Breuillard (FRA)                | 30e                                     |
| 133                                     | Romain Cardis (FRA)                     | AB                                      |
| 134                                     | Dillon Corkery (IRL)                    | AB                                      |
| 136                                     | Yohann Simon (FRA)                      | 45e                                     |
| 137                                     | Morne van Niekerk (RSA)                 | 60e                                     |

| Van Rysel-Roubaix VRR | Van Rysel-Roubaix VRR     | Van Rysel-Roubaix VRR |
| --------------------- | ------------------------- | --------------------- |
| Num                   | Coureur                   | Pos                   |
| 141                   | Rémi Capron (FRA)         | 21e                   |
| 143                   | Maxime Jarnet (FRA)       | 19e                   |
| 144                   | Maximilien Juillard (FRA) | 53e                   |
| 146                   | Emmanuel Morin (FRA)      | AB                    |
| 147                   | Killian Théot (FRA)       | AB                    |

| CIC U Nantes UCN | CIC U Nantes UCN        | CIC U Nantes UCN |
| ---------------- | ----------------------- | ---------------- |
| Num              | Coureur                 | Pos              |
| 151              | Yaël Joalland (FRA)     | 25e              |
| 152              | Similien Hamon (FRA)    | AB               |
| 153              | Joris Chaussinand (FRA) | 46e              |
| 154              | Matisse Julien (CAN)    | AB               |
| 155              | Antoine Hue (FRA)       | AB               |
| 156              | Lenaïc Langella (FRA)   | 40e              |
| 157              | Axel Mariault (FRA)     | 33e              |

| Nice Métropole Côte d'Azur NMC | Nice Métropole Côte d'Azur NMC | Nice Métropole Côte d'Azur NMC |
| ------------------------------ | ------------------------------ | ------------------------------ |
| Num                            | Coureur                        | Pos                            |
| 161                            | Dylan Massa (FRA)              | AB                             |
| 162                            | Jaakko Hänninen (FIN) (route)  | 41e                            |
| 163                            | Carter Guichard (AUS)          | AB                             |
| 164                            | Alexander Konijn (NED)         | AB                             |
| 165                            | Axel Narbonne-Zuccarelli (FRA) | AB                             |
| 166                            | Noah Knecht (FRA)              | AB                             |
| 167                            | Andrei Carbunarea (ROU)        | AB                             |

| Cofidis COF | Cofidis COF                 | Cofidis COF |
| ----------- | --------------------------- | ----------- |
| Num         | Coureur                     | Pos         |
| 1           | Alex Aranburu (ESP) (route) | 11e         |
| 2           | Bryan Coquard (FRA)         | 13e         |
| 3           | Jesús Herrada (ESP)         | 67e         |
| 4           | Oliver Knight (GBR)         | AB          |
| 5           | Sam Maisonobe (FRA)         | 48e         |
| 6           | Paul Ourselin (FRA)         | 52e         |
| 7           | Aimé De Gendt (BEL)         | 51e         |

| Groupama-FDJ GFC | Groupama-FDJ GFC          | Groupama-FDJ GFC |
| ---------------- | ------------------------- | ---------------- |
| Num              | Coureur                   | Pos              |
| 11               | Valentin Madouas (FRA)    | 23e              |
| 12               | Tom Donnenwirth (FRA)     | 29e              |
| 13               | Lewis Askey (GBR)         | 1er              |
| 14               | Clément Braz Afonso (FRA) | 50e              |
| 15               | Olivier Le Gac (FRA)      | 57e              |
| 16               | Eddy Le Huitouze (FRA)    | AB               |
| 17               | Brieuc Rolland (FRA)      | 38e              |

| Decathlon-AG2R La Mondiale DAT | Decathlon-AG2R La Mondiale DAT | Decathlon-AG2R La Mondiale DAT |
| ------------------------------ | ------------------------------ | ------------------------------ |
| Num                            | Coureur                        | Pos                            |
| 21                             | Benoît Cosnefroy (FRA)         | 2e                             |
| 22                             | Paul Lapeira (FRA) (route)     | 43e                            |
| 23                             | Noa Isidore (FRA)              | 64e                            |
| 24                             | Jordan Labrosse (FRA)          | 59e                            |
| 25                             | Nans Peters (FRA)              | 39e                            |
| 26                             | Louis Chaleil (FRA)            | AB                             |
| 27                             | Luis-Joe Lührs (GER)           | AB                             |

| Arkéa-B&B Hotels ARK | Arkéa-B&B Hotels ARK     | Arkéa-B&B Hotels ARK |
| -------------------- | ------------------------ | -------------------- |
| Num                  | Coureur                  | Pos                  |
| 31                   | Kévin Vauquelin (FRA)    | 32e                  |
| 32                   | Clément Venturini (FRA)  | 3e                   |
| 33                   | Anthony Delaplace (FRA)  | 69e                  |
| 34                   | Élie Gesbert (FRA)       | 54e                  |
| 35                   | Thibault Guernalec (FRA) | 66e                  |
| 36                   | Pierre Thierry (FRA)     | 62e                  |
| 37                   | Louis Rouland (FRA)      | 65e                  |

| Movistar Team MOV | Movistar Team MOV         | Movistar Team MOV |
| ----------------- | ------------------------- | ----------------- |
| Num               | Coureur                   | Pos               |
| 41                | Antonio Pedrero (ESP)     | 68e               |
| 42                | Carlos Canal (ESP)        | 24e               |
| 43                | Iván García Cortina (ESP) | AB                |
| 44                | Mathias Norsgaard (DEN)   | AB                |
| 45                | Manlio Moro (ITA)         | AB                |
| 46                | Diego Pescador (COL)      | 34e               |
| 47                | Gonzalo Serrano (ESP)     | 9e                |

| Bahrain Victorious TBV | Bahrain Victorious TBV    | Bahrain Victorious TBV |
| ---------------------- | ------------------------- | ---------------------- |
| Num                    | Coureur                   | Pos                    |
| 51                     | Alberto Bruttomesso (ITA) | AB                     |
| 52                     | Phil Bauhaus (GER)        | AB                     |
| 53                     | Žak Eržen (SLO)           | AB                     |
| 54                     | Vlad Van Mechelen (BEL)   | 16e                    |
| 55                     | Alessandro Borgo (ITA)    | 42e                    |
| 56                     | Thomas Capra (ITA)        | AB                     |
| 57                     | Seth Dunwoody (IRL)       | AB                     |

| Israel-Premier Tech IPT | Israel-Premier Tech IPT | Israel-Premier Tech IPT |
| ----------------------- | ----------------------- | ----------------------- |
| Num                     | Coureur                 | Pos                     |
| 61                      | Matîs Louvel (FRA)      | 58e                     |
| 62                      | Nadav Raisberg (ISR)    | 49e                     |
| 63                      | Riley Sheehan (USA)     | 18e                     |
| 64                      | Tom Van Asbroeck (BEL)  | 15e                     |
| 65                      | Moritz Kretschy (GER)   | AB                      |
| 66                      | Riley Pickrell (CAN)    | AB                      |
| 67                      | Floris Van Tricht (BEL) | AB                      |

| Team TotalEnergies TEN | Team TotalEnergies TEN    | Team TotalEnergies TEN |
| ---------------------- | ------------------------- | ---------------------- |
| Num                    | Coureur                   | Pos                    |
| 71                     | Florian Dauphin (FRA)     | AB                     |
| 72                     | Joris Delbove (FRA)       | 61e                    |
| 73                     | Alexandre Delettre (FRA)  | 44e                    |
| 74                     | Sandy Dujardin (FRA)      | 4e                     |
| 75                     | Alan Jousseaume (FRA)     | AB                     |
| 76                     | Valentin Retailleau (FRA) | AB                     |
| 77                     | Baptiste Vadic (FRA)      | AB                     |

| Unibet Tietema Rockets RKT | Unibet Tietema Rockets RKT | Unibet Tietema Rockets RKT |
| -------------------------- | -------------------------- | -------------------------- |
| Num                        | Coureur                    | Pos                        |
| 81                         | Adam Ťoupalík (CZE)        | AB                         |
| 82                         | Andreas Stokbro (DEN)      | AB                         |
| 83                         | Axel Huens (FRA)           | 17e                        |
| 84                         | Hartthijs de Vries (NED)   | 20e                        |
| 85                         | Jelle Johannink (NED)      | AB                         |
| 86                         | Lukáš Kubiš (SVK) (route)  | 7e                         |
| 87                         | Sergio Meris (ITA)         | AB                         |

| Caja Rural-Seguros RGA CJR | Caja Rural-Seguros RGA CJR | Caja Rural-Seguros RGA CJR |
| -------------------------- | -------------------------- | -------------------------- |
| Num                        | Coureur                    | Pos                        |
| 91                         | Fernando Barceló (ESP)     | 27e                        |
| 92                         | Joseba López (ESP)         | AB                         |
| 93                         | Joel Nicolau (ESP)         | 22e                        |
| 94                         | Francisco Peñuela (VEN)    | 8e                         |
| 95                         | Eduard Prades (ESP)        | 12e                        |
| 96                         | Thomas Silva (URU)         | 6e                         |
| 97                         | Alex Molenaar (NED)        | 31e                        |

| Burgos-Burpellet-BH BBH | Burgos-Burpellet-BH BBH     | Burgos-Burpellet-BH BBH |
| ----------------------- | --------------------------- | ----------------------- |
| Num                     | Coureur                     | Pos                     |
| 101                     | George Jackson (NZL)        | AB                      |
| 102                     | Ángel Fuentes (ESP)         | AB                      |
| 103                     | Antonio Angulo (ESP)        | 26e                     |
| 104                     | Clément Alleno (FRA)        | 35e                     |
| 105                     | Daniel Cavia (ESP)          | AB                      |
| 106                     | Hugo de la Calle (ESP)      | AB                      |
| 107                     | Sergio Chumil (GUA) (route) | 36e                     |

| Equipo Kern Pharma EKP | Equipo Kern Pharma EKP   | Equipo Kern Pharma EKP |
| ---------------------- | ------------------------ | ---------------------- |
| Num                    | Coureur                  | Pos                    |
| 111                    | Francisco Galván (ESP)   | AB                     |
| 112                    | Pau Miquel (ESP)         | 5e                     |
| 113                    | Mikel Retegi (ESP)       | 63e                    |
| 114                    | Iñigo Elosegui (ESP)     | AB                     |
| 115                    | Haimar Etxeberria (ESP)  | 14e                    |
| 116                    | Antonio Jesús Soto (ESP) | AB                     |
| 117                    | Nil Gimeno (ESP)         | AB                     |

| Wagner Bazin WB WB2 | Wagner Bazin WB WB2                | Wagner Bazin WB WB2 |
| ------------------- | ---------------------------------- | ------------------- |
| Num                 | Coureur                            | Pos                 |
| 121                 | Cériel Desal (BEL)                 | 55e                 |
| 122                 | Johan Meens (BEL)                  | 10e                 |
| 123                 | Victor Papon (FRA)                 | 56e                 |
| 124                 | Henri-François Renard-Haquin (FRA) | 47e                 |
| 125                 | Marco Tizza (ITA)                  | AB                  |
| 126                 | Leander Van Hautegem (BEL)         | 28e                 |
| 127                 | Floris De Tier (BEL)               | 37e                 |

| St. Michel-Preference Home-Auber 93 AUB | St. Michel-Preference Home-Auber 93 AUB | St. Michel-Preference Home-Auber 93 AUB |
| --------------------------------------- | --------------------------------------- | --------------------------------------- |
| Num                                     | Coureur                                 | Pos                                     |
| 131                                     | Lucas Bénéteau (FRA)                    | AB                                      |
| 132                                     | Nicolas Breuillard (FRA)                | 30e                                     |
| 133                                     | Romain Cardis (FRA)                     | AB                                      |
| 134                                     | Dillon Corkery (IRL)                    | AB                                      |
| 136                                     | Yohann Simon (FRA)                      | 45e                                     |
| 137                                     | Morne van Niekerk (RSA)                 | 60e                                     |

| Van Rysel-Roubaix VRR | Van Rysel-Roubaix VRR     | Van Rysel-Roubaix VRR |
| --------------------- | ------------------------- | --------------------- |
| Num                   | Coureur                   | Pos                   |
| 141                   | Rémi Capron (FRA)         | 21e                   |
| 143                   | Maxime Jarnet (FRA)       | 19e                   |
| 144                   | Maximilien Juillard (FRA) | 53e                   |
| 146                   | Emmanuel Morin (FRA)      | AB                    |
| 147                   | Killian Théot (FRA)       | AB                    |

| CIC U Nantes UCN | CIC U Nantes UCN        | CIC U Nantes UCN |
| ---------------- | ----------------------- | ---------------- |
| Num              | Coureur                 | Pos              |
| 151              | Yaël Joalland (FRA)     | 25e              |
| 152              | Similien Hamon (FRA)    | AB               |
| 153              | Joris Chaussinand (FRA) | 46e              |
| 154              | Matisse Julien (CAN)    | AB               |
| 155              | Antoine Hue (FRA)       | AB               |
| 156              | Lenaïc Langella (FRA)   | 40e              |
| 157              | Axel Mariault (FRA)     | 33e              |

| Nice Métropole Côte d'Azur NMC | Nice Métropole Côte d'Azur NMC | Nice Métropole Côte d'Azur NMC |
| ------------------------------ | ------------------------------ | ------------------------------ |
| Num                            | Coureur                        | Pos                            |
| 161                            | Dylan Massa (FRA)              | AB                             |
| 162                            | Jaakko Hänninen (FIN) (route)  | 41e                            |
| 163                            | Carter Guichard (AUS)          | AB                             |
| 164                            | Alexander Konijn (NED)         | AB                             |
| 165                            | Axel Narbonne-Zuccarelli (FRA) | AB                             |
| 166                            | Noah Knecht (FRA)              | AB                             |
| 167                            | Andrei Carbunarea (ROU)        | AB                             |